# Megra Admassou
Megra Admassou (nascido em 14 de agosto de 1935) é um ex-ciclista etiopiano.

## Carreira
Participou nos Jogos Olímpicos de 1960, realizados na cidade de Roma, Itália, onde competiu na prova individual do ciclismo de estrada, mas não conseguiu terminar a corrida.